# Oil's Well
Oil's Well, un juego de palabras con la frase «all's well» (en inglés: todo está bien), es un videojuego distribuido por Sierra On-Line en 1983. El juego fue escrito para las computadoras Atari 8-bit por Thomas J. Mitchell. Oil's Well es similar al juego de arcade de 1982, Anteater, pero con temática de perforación petrolífera, en lugar de un insectívoro hambriento. Los ports fueron lanzados en 1983 para Apple II y Commodore 64, en 1984 para ColecoVision y la IBM PC (como disco de autoarranque), y luego en 1985 para MSX y Sharp X1. Una versión con gráficos mejorados y sin participación de Mitchell fue lanzada para MS-DOS en 1990.

## Jugabilidad
El jugador deberá recolectar petróleo para una operación de excavación moviendo la cabeza del taladro por medio de un laberinto utilizando cuatro botones para controlar la dirección. El taladro es seguido por una tubería que lo conecta con la base. El laberinto se encuentra poblado por criaturas subterráneas; la cabeza puede destruirlas, pero la tubería es vulnerable. A medida que el jugador recorre el laberinto, la tubería se alarga, pero pulsar un botón retraerá la cabeza rápidamente. Existen 8 niveles para jugar.

## Recepción
ANALOG Computing opinó que Oil's Well para la Atari 8-bit fue una variante «muy distinta y desafiante» en el «género de comer puntitos», con buena jugabilidad y gráficos.
Dave Stone de Computer Gaming World dijo que «la acción tiene buen ritmo, y la dificultad es progresiva. Aunque llegar a un nivel más alto depende en parte de obtener las pausas correctas —una buena coordinación entre ojo y mano, sincronización, y estrategia son esenciales».
Ahoy! dijo que, mientras que los gráficos y sonidos de la versión de Commodore solo eran «aceptables; la jugabilidad es, en mi experiencia, única... Recomendado». InfoWorld llamó a la versión de IBM PCjr «un juego astuto y básico».
La revista de Estados Unidos, Computer Games, le otorgó a Oil's Well el premio Golden Floppy a la excelencia en 1984, en la categoría «juego de laberintos del año».

## Legado
A pesar de ser un clon de Anteater, muchos otros clones tomaron prestada la temática de Oil's Well: Pipeline Run para la Commodore 64 en 1990 y Oilmania para la Atari ST en 1991.